# マーモット (企業)
マーモット（英:Marmot Mountain LLC.）は、アウトドア用品や衣服、登山
・キャンプ用具の製作・販売を手がけるアメリカ合衆国の企業である。山岳地方に生息する社交性の高いリスである「マーモット」が社名の由来である。

## 概要
1971年カリフォルニア州立大学サンタークルーズ校のEric ReynoldsとDave Huntleyが出会いMarmot Clubというクラブを設立、その後、1974年にMarmot Mountain works社をコロラドで設立。同年1号店を開店。ジャケットなどの衣服のほかに、テント、寝袋、バックパックなどを販売する。
1976年にはアウトドアアパレル企業として初めてGORE-TEXをギアに採用し業界に新しいスタンダードを確立。
米国ではアウトドアファンからの評価が高い会社であり、米国のアウトドア雑誌Backpackerの2008年度のEditors' Choice Gold Award（編集者選奨金賞）を受けたり、2014年1月号では読者人気投票で、寝袋を作る会社としてベスト1位、アパレルとしては4位を受賞している。
日本ではデサントが主な輸入・販売元であったが、2022年12月31日をもってライセンス契約を終了した。2023年からは株式会社サードシップが輸入販売とブランド展開を行なっている。2014年現在では米国ニューヨーク州の企業であるJardenの子会社となっている。JardenはほかにスキーのブランドK2も子会社として持つ。